# Науруанский английский пиджин
Науруанский английский пиджин или Науруанский пиджин (англ. Nauruan Pidgin English) — пиджин на основе английского языка. Распространился в начале XX в. на Науру; возник как средство коммуникации между коренными жителями Науру и иностранными рабочими.

## Происхождение
Истоки происхождения Науруанского пиджина уходят к 1908 году, времени начала добычи фосфоритов на Науру, когда на остров прибывало большое количество иностранных рабочих. Рабочие на Науру приезжали из Китая, Каролинских островов, Маршалловых островов, а затем с островов Гилберт и Эллис (в данный момент Кирибатии и Тувалу). Сигел, Рапатахана и Бансе считают, что Науруанский английский пиджин являются результатом смеси между английским китайским пиджином и меланезийским пиджином. В 80-х годах XX века Джефф Зигелем и дал название и изучил наураунский английский пиджин.

## Современное положение
Науруанский английский пиджин до сих пор используется населением иностранного происхождения на Науру, особенно китайскими торговцами. Однако постепенно вытесняется английским языком.